# Marcela Kloosterboer
Marcela Kloosterboer (Vicente López, 5 de julio de 1983) es una actriz y modelo argentina.

## Biografía
Marcela Kloosterboer nació el 5 de julio de 1983 en Vicente López. Es hija de Claudia, una psicóloga y Peter, un corredor de finanzas. Tiene un hermano mayor llamado Tomás. 
Empezó su carrera artística estudiando teatro cuando tenía ocho años y tuvo su primera participación en la televisión cuando tenía doce en la telenovela Amigovios, luego de anotarse en una agencia de publicidad desde la cual la llamaron rápidamente.
Es defensora de los derechos de los animales, siendo miembro activo de organizaciones tales como PETA y AnimaNaturalis. Es vegetariana desde los ocho años.
Desde 2009 es madrina del Hogar canino Arca de Noé de Coronel Pringles, entidad en la que colabora activamente. 
En 2014 se casó con el exjugador de rugby Fernando Sieling. Tienen dos hijos: Juana, nacida en 2016, y Otto, nacido en 2019.

## Carrera
Comenzó su carrera en 1995, en la novela infantil Amigovios, emitida por Canal 13. En 1996, fue parte de la tira infantil Mi familia es un dibujo, la cual se emitía por Telefe, interpretando a Carolina, la única hija mujer de la familia. También participó de la película de la serie, Dibu: la película.
En 1998, formó parte de la exitosa tira Verano del '98, también emitida por Telefe, interpretando a Josefina Vidal, una de las protagonistas juveniles de la serie. Por este papel obtuvo el premio Martín Fierro a la actriz revelación. Al año siguiente, en 1999, Cris Morena la convoca para ser la protagonista juvenil de la quinta temporada de la exitosa tira Chiquititas. En la serie interpreta a Candela Maza, una chica que vive con su tío y se enamora de Mariano, su primo. En 2000, regresó a Verano del 98 y formó parte de Ilusiones, una tira de El Trece.
En 2002 y 2003 fue parte del elenco de Son amores, donde interpretó a María, una chica humilde, que luego pasa a ser la novia de Martín Marquesi (Mariano Martínez). En ese año participó en el capítulo El debilitador social de Los simuladores, un exitoso unitario de Telefe, en el que interpretó a Mariana, una modelo bulímica que recibe la ayuda de estos hombres. En 2004, fue una de las protagonistas de Los pensionados. En cine participó del filme Roma.
En 2005, actuó en la tira argentina Sin código, protagonizada por Adrián Suar, Nancy Duplaá y Nicolás Cabre. Durante 2006 fue parte de El tiempo no para y protagonizó Doble venganza junto a Gerardo Romano, Carolina Papaleo y Tomás Fonzi, en Canal 9.
En 2007, realizó una participación especial en la telecomedia Lalola, protagonizada por Carla Peterson y Luciano Castro y emitida por América TV.
Durante 2008 protagonizó en teatro la obra Closer, junto a Araceli González, Mariano Martínez y Nacho Gadano.
En 2009, fue una de las protagonistas de la exitosa telenovela Valientes, con Luciano Castro, Mariano Martínez, Gonzalo Heredia y Julieta Díaz en El Trece.
En 2011, junto a Marco Antonio Caponi, coprotagonizó Herederos de una venganza, telenovela protagonizada por Luciano Castro y Romina Gaetani en El Trece.
En 2012 realizó una participación especial en el último capítulo de Graduados, telecomedia protagonizada por Nancy Duplaá y Daniel Hendler en Telefe.
En 2013 realizó una participación especial, con un papel antagónico, en la tira Los vecinos en guerra, protagonizada por Diego Torres y Eleonora Wexler en Telefe.
En 2014, fue convocada para formar parte del elenco de Señores papis, telecomedia protagonizada por Luciano Castro, Joaquín Furriel, Luciano Cáceres y Peto Menahem en Telefe.
En 2015, lanzó su marca de zapatos ecológicos Klooster´s.
En 2017 fue una de las protagonistas de la tira Las estrellas, junto a Celeste Cid, Natalie Pérez, Violeta Urtizberea y Justina Bustos, interpretando a Lucía por El Trece.
En 2020 trabajó en la tira Separadas.

## Trayectoria

### Cine
| Año  | Título            | Personaje |
| ---- | ----------------- | --------- |
| 1997 | Dibu: la película | Carolina  |
| 2004 | Roma              | Reneé     |
| 2010 | Un lugar lejano   | María     |
| 2011 | Cerro Bayo        | Romina    |

### Televisión
| Año       | Título                    | Personaje                            | Notas                             |
| --------- | ------------------------- | ------------------------------------ | --------------------------------- |
| 1995      | Amigovios                 | Peggy                                | Participación (10 episodios)      |
| 1996-1997 | Mi familia es un dibujo   | Carolina "Caro" Marzoa               | Reparto principal (69 episodios   |
| 1998-2000 | Verano del 98             | Josefina Vidal                       | Reparto principal (319 episodios) |
| 1999      | Chiquititas               | Candela Mazza                        | Reparto principal (173 episodios) |
| 2000-2001 | Ilusiones compartidas     | Giuliana Parisse                     | Reparto principal (138 episodios) |
| 2001      | Tiempo final              | Karina "Ep32: Pleno centro"          | Participación (1 episodio)        |
| 2002-2003 | Son amores                | María Sizone                         | Reparto principal (443 episodios) |
| 2003      | Los simuladores           | Mariana "Ep9: El debilitador social" | Participación (1 episodio)        |
| 2004      | Los pensionados           | Florencia "Floppy" Morán             | Reparto principal (116 episodios) |
| 2005      | Conflictos en red         | Verónica "Ep11: Amigos"              | Participación (1 episodio)        |
| 2005-2006 | Sin código                | Virginia "Vicky" Alberti             | Reparto principal (90 episodios)  |
| 2006      | El tiempo no para         | Carolina Martínez                    | Participación (64 episodios)      |
| 2006-2007 | Doble venganza            | Vera Pedraza                         | Protagonista (50 episodios)       |
| 2007-2008 | Lalola                    | Romina                               | Participación (2 episodios)       |
| 2009-2010 | Valientes                 | Isabel Gómez Acuña                   | Elenco protagónico                |
| 2010      | Todos contra Juan 2       | Ella misma                           | Participación (1 episodio)        |
| 2011      | Los Únicos                | Virginia "Vicky" Alberti             | Participación (1 episodio)        |
| 2011-2012 | Herederos de una venganza | Emilia San Marco Piave               | Protagonista (219 episodios)      |
| 2012      | Graduados                 | Romina Novillo                       | Participación (1 episodio)        |
| 2013      | Los vecinos en guerra     | Carolina del Río                     | Participación (62 episodios)      |
| 2014      | Señores papis             | Helena Villaverde                    | Protagónico (174 episodios)       |
| 2015      | Conflictos modernos       | Sandra "Ep4: Bien común"             | Participación (1 episodio)        |
| 2017-2018 | Las Estrellas             | Lucía Estrella                       | Protagonista (171 episodios)      |
| 2019      | Otros pecados             | Cecilia "Ep7: El control"            | Participación (1 episodio)        |
| 2020      | Separadas                 | Luján Alcorta                        | Protagonista (36 episodios)       |
| 2022      | Dos 20                    | Marisol "Ep8: En construcción"       | Participación (1 episodio)        |

### Teatro
| Año  | Título                | Personaje     |
| ---- | --------------------- | ------------- |
| 1999 | Chiquititas 99        | Candela Mazza |
| 2002 | Son amores            | María         |
| 2008 | Closer                | Alice Ayres   |
| 2023 | Radojka               | Lucía         |
| 2023 | Un plan perfecto      |               |
| 2025 | Un viaje en el tiempo |               |

### Videos musicales
| Año  | Video     | Papel | Artista       |
| ---- | --------- | ----- | ------------- |
| 2023 | «Anímate» | Madre | Juan Ingaramo |

### Publicidades
- 2020-presente: Adermicina

## Premios y nominaciones
| Año  | Premio                 | Categoría                     | Trabajo nominado | Resultado |
| ---- | ---------------------- | ----------------------------- | ---------------- | --------- |
| 2004 | Premio Cóndor de Plata | Artista revelación            | Roma             | Nominada  |
| 1998 | Premio Martín Fierro   | Artista revelación            | Verano del '98   | Ganadora  |
| 2007 | Premio Martín Fierro   | Actriz Protagonista de Novela | Doble venganza   | Nominada  |